# TAO – Third Age Online
TAO – Third Age Online war ein europäisches Forschungsprojekt mit Partnern aus der Schweiz, Deutschland und den Niederlanden unter der Leitung und Koordination des Departements Wirtschaft und Verwaltung der Berner Fachhochschule. Das Projekt startete im Oktober 2010 und lief mit einer Laufzeit von 36 Monaten bis September 2013. Dabei lag das Gesamtbudget des Projekts bei etwa drei Millionen Euro, von denen etwa die Hälfte als Fördersumme im Rahmen des europäischen Ambient Assisted Living Joint Programme durch das schweizerische Bundesamt für Berufsbildung und Technologie, das niederländische Ministerium für Gesundheit, Wohlfahrt und Sport, das deutsche Bundesministerium für Bildung und Forschung und die Europäische Kommission mitfinanziert wurde.
Das Akronym leitet sich zum einen aus der Abkürzung des Projekttitels ab, zum anderen ist es angelehnt an das chinesische Tao, übersetzt „Weg“.

## Projekt
Das Ziel des Projektes war es, Möglichkeiten von Online-Communities vermehrt auch für ältere Menschen zu erschliessen und nutzbar zu machen und damit zugleich das Potenzial älterer Menschen für gemeinnützige und communitybasierte Angebote wie die Seniorweb-Plattformen in der Schweiz und den Niederlanden oder die Projekte der Wikimedia Foundation zu nutzen und zu fördern.
Um diese Ziele zu erreichen, wurden zum einen Methoden und Maßnahmen entwickelt, um ältere Menschen zu motivieren, in Online-Communities teilzunehmen und zu integrieren. Zum anderen wurden das Design der Benutzeroberfläche und die Funktionalitäten von Online-Plattformen an die speziellen Bedürfnisse von älteren Menschen angepasst.

## Partner
Das Konsortium bestand aus 11 Forschungseinrichtungen, Organisationen und Unternehmen aus der Schweiz, Deutschland und den Niederlanden:
- Berner Fachhochschule, Departement Wirtschaft und Verwaltung, Gesundheit, Soziale Arbeit (WGS)
- Universität Maastricht – MERIT, Collaborative Creativity Group
- Universität Ulm, Zentrum für Allgemeine Wissenschaftliche Weiterbildung (ZAWiW)
- SeniorWeb Niederlande
- Seniorweb Schweiz
- Wikimedia Deutschland
- Wikimedia CH (bis Juni 2012)
- Zeix AG
- MD Systems
- Stiftung Zugang für alle
- terzStiftung

Neben diesen Partnern waren die Wikimedia Foundation, die Swisscom und das Coop-Einkaufszentrum Bern/Wankdorf als Kooperationspartner im Projekt eingebunden.